# Hemelsleutel
De hemelsleutel (Hylotelephium telephium, synoniemen: Sedum telephium, Sedum purpurascens en Sedum purpureum) is een vaste plant, die behoort tot de vetplantenfamilie (Crassulaceae).
De plant komt voor op vochtige, voedselrijke grond in bermen, onder struikgewas, in open loofbossen en op dijken. Hij komt van nature voor in Eurazië. Cultivars van de hemelsleutel worden in tuinen aangeplant.
De plant wordt 25-60 cm hoog en heeft dikke, eironde tot omgekeerd eirond-lancetvormige, zittende bladeren met een gekartelde tot getande bladrand aan rechtopstaande, kale bloemstengels.
Hemelsleutel bloeit van juli tot september met paarsrode, soms roze of geelgroene bloemen in dichte tuilen. De deltavormige kelkbladen zijn ongeveer 1,5 mm groot. De meeldraden zijn iets korter dan de kroonbladen. 

## Gebruik
Hemelsleutel behoort tot de afweerkruiden waarvan in de middeleeuwen werd aangenomen dat ze  beschermen tegen boze geesten en heksen.

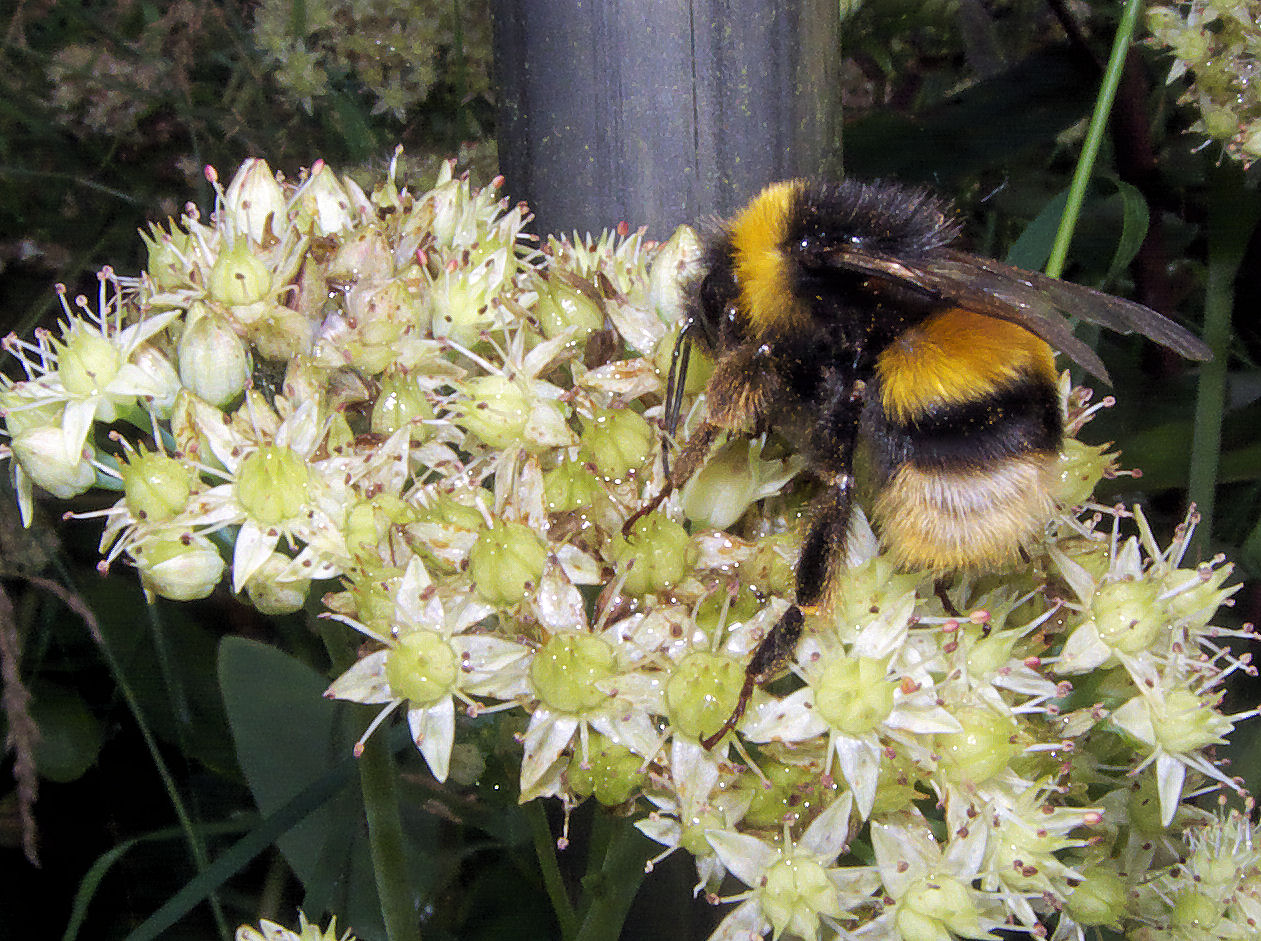
Gewone aardhommel op hemelsleutel

Door het blad van de hemelsleutel te breken, komt er een vliesje vrij, dat gebruikt kan worden bij de behandeling van open wonden.

## Andere benamingen
De hemelsleutel wordt in Zuid-Nederland ook wel kruid-aan-den-balk of kruid-aan-den-zolder genoemd omdat de plant omlaag voort groeit wanneer hij aan een zolderbalk hangt.